# Pandaul
Pandaul es una ciudad de la India, en el distrito de Madhubani, estado de Bihar.

## Geografía
Se encuentra a una altitud de 59 m s. n. m. a 156 km de la capital estatal, Patna, en la zona horaria UTC +5:30.

## Demografía
Según estimación 2011 contaba con una población de 32 184 habitantes.